# Timofei Nikolàievitx Granovski
Timofei Nikolàievitx Granovski, rus: Тимофе́й Никола́евич Грано́вский (Moscou, 9 de març del 1813 - Moscou, 4 d'octubre del 1855) fou un historiador rus, particularment de l'edat mitjana, època durant la qual les modernes nacions europees forjaren llurs bases culturals i a la qual en els seus temps es contemplava amb interès. Fou en el seu camp un dels màxims experts de tot l'Imperi Rus.

## Biografia
Estudià història a Moscou i filosofia a Berlín. Estava influenciat pel pensament de Hegel, en tornar al seu país publicà notes de l'historiador Leopold von Ranke i del jurista Friedrich Karl von Savigny, amb el qual compartia idees. Apassionat de la cultura alemanya, fins i tot sabia més d'Alemanya que del seu país, Rússia, per això renuncià el 1839 a l'estudi de l'edat mitjana rus per dedicar-se plenament a les lliçons i conferències sobre l'Europa Occidental. Va tenir en sort l'interès dels joves intel·lectuals de l'època en les idees de Schelling, Hegel, Goethe i el romanticisme, que entre altres coses, va permetre Puixkin tenir un èxit immens. En el seu camp, Granovski només va tenir rival Pogodin, qui gaudia d'una consideració decisivament menor. Va tenir un interès particular per desaprovar la historicitat de Vineta, una llegendària ciutat medieval de la mar Bàltica, entre Alemanya i Polònia. Després d'anys d'estudi, acabà afirmant que probablement es tractés d'una llegenda.